# Дацишин Віталій Олександрович
Віталій Олександрович Дацишин (7 лютого 1975) — український футболіст, що грав на позиції півзахисника. Відомий насамперед за виступами в командах вищої української ліги «Дніпро» (Дніпропетровськ), «Прикарпаття» (Івано-Франківськ) і «Закарпаття».

## Клубна кар'єра
Віталій Дацишин розпочав виступи на футбольних полях у 1994 році в складі аматорської команди «Рита» з Харкова. На початку 1995 року футболіст грав у складі аматорської команди «Локомотив» (Знам'янка). На початку сезону 1995—1996 років Дацишин став гравцем команди першої ліги «Закарпаття» з Ужгорода. На початку сезону 1996—1997 років футболіст перейшов до складу команди другої української ліги «Карпати» з Мукачевого. На початку 1997 року Віталій Дацишин став гравцем команди вищої української ліги «Дніпро» з Дніпропетровськ, грав у її складі до кінця року, зіграв за дніпропетровську команду 18 матчів у чемпіонаті.
На початку 1998 року Дацишин став гравцем іншої команди вищої ліги «Прикарпаття» з Івано-Франківська, проте зіграв у її складі лише 2 матчі, та став гравцем російського клубу другої ліги «Носта» з Новотроїцька, в якому грав до кінця 1999 року. У 2000 році футболіст грав у іншому клубі російської другої ліги «Металург» з Магнітогорська, після чого повернувся до «Ности», а в 2002—2003 роках грав у складі іншої друголігової російської команди [Оренбург (футбольний клуб)|«Газовик»]] з Оренбурга. У 2004 році Дацишин знову грав у складі «Ности», а на початку 2005 року удруге за кар'єру став гравцем «Закарпаття», яке грало на той час у вищій лізі, але у складі ужгородців футболіст за півроку лише двічі виходив на заміну. До кінця 2005 року Віталій Дацишин грав у складі магнітогорського «Металурга», після чого повернувся в Україну, й до 2012 року грав у аматорських командах Хмельницької області.